# Vorarlberg museum
Vorarlberg museum (tidligere Vorarlberger Landesmuseum) i Bregenz er det kunst- og kulturhistoriske delstatsmuseum for delstaten Vorarlberg (Østrig). Det blev grundlagt i 1857 og siden da har været et centralt sted, hvor delstatens kunst- og kulturvidnesbyrd indsamles, bevares, udforskes og gøres tilgængelige for offentligheden. Indholdet af museets arbejde fokuserer på emner relateret til Vorarlberg. Samtidig integrerer den dem i en grænseoverskridende kontekst. De omfattende samlinger, med fokus på arkæologi, historie, kunsthistorie og folklore, danner grundlaget for museets arbejde. På den måde ser museet sig som et sted for sansemæssig oplevelse og intellektuel indsigt, der kommunikerer sine temaer på baggrund af originale vidnesbyrd fra fortid og nutid. Af særlig interesse er samarbejde med nationale, internationale og regionale kulturinstitutioner. Siden den 1. april 2011 har Andreas Rudigier været direktør for vorarlberg museum.

## Historie
Landesmuseum blev i 1857 grundlagt af den private Vorarlberger Landesmuseums-Verein. Dets samlinger og museumsbygningen blev 1947/48 overdraget til delstaten Vorarlberg. Siden 1997 har administrationen, sammen med Kunsthaus Bregenz og Vorarlberger Landestheater, været understøttet af "Vorarlberger Kulturhäuser BetriebsGmbH".
Den 5. oktober 2009 blev huset lukket, så der kunne foretages omfattende ny- og ombygning. Det eksisterende museum blev revet ned i de følgende måneder og genopbygget på samme sted, hvor også nabohuset, den gamle forvaltningsbygning for distrikt Bregenz. Stardesigner Stefan Sagmeister fik bestillingen om at skabe et nyt corporate design og en ny corporate identity for museet, og han præsenterede husets nye udseende i begyndelsen af 2011. I denne sammenhæng blev Vorarlberger Landesmuseum også omdøbt til vorarlberg museum. Det nye hus blev genåbnet i juni 2013 med dobbelt udstillingsflade.

### Vorarlberger Landesmuseumsverein
Den 15. november 1857 holdt Vorarlberger Landesmuseumsverein - med bl.a. den senere guvernør (Landeshauptmann) i Vorarlberg, Ernst von Pöllnitz - sin grundlæggende forsamling. Her fødtes Vorarlberger Landesmuseum. Sebastian von Froschauer blev den første formand for Vorarlberg Landesmuseumsverein helt frem til år 1873.
Foreningens centrale anliggende var beskyttelsen af Vorarlbergs kulturarv, bevarelsen af vigtige værker fra at forsvinde ud af landet. Kulturarv, der allerede befandt sig i udlandet, måtte om muligt skaffes tilbage til Vorarlberg. Museet var det første af sin slags i området omkring Bodensøen, for indtil da fandtes der kun ét fælles "Museum for Tyrol og Vorarlberg" i Innsbruck. Delstatsmuseet i Bregenz vakte en selvstændig institution til live. Med meget engagement og entusiasme fra medlemmerne af Landesmuseumsverein voksede museets beholdning konstant.

## Ledelsen for vorarlberg museum
- siden 1. april 2011 Andreas Rudigier[2]
- 2006-2011 Tobias G. Natter[3]
- 1986-2006 Helmut Swozilek
- 1954-1986 Elmar Vonbank
- 1946-1953 Meinrad Tiefenthaler
- 1937-1943 Siegfried Fussenegger[4]
- 1907-1937, 1943-1946 Adolf Hild

Før Adolf Hild stod Vorarlberger Landesmuseums eksekutivkomité som repræsentanter for Vorarlberger Landesmuseum, uden dog at have en decideret direktør.

## Museumsbygning
Allerede et år efter grundlæggelsen åbnede Landesmuseumsverein tre rum i et privat hus i Bregenz, så interesserede kunne se dem på søndag formiddage. I 1860 flyttede genstandene ind i deres første eget hus i Kaspar-Hagen-Straße 2. Arkæologien stod for næsten hele stueetagen, på første sal var der plads til kunst, mønter og bibliotek, mens der på anden sal kunne findes zoologi, teknologi, botanik, mineralogi og værker af Angelika Kauffmann. Efter ganske kort tid blev det tydeligt, at bygningen ikke på sigt ville kunne rumme de hurtigt voksende samlinger. Tekstilproducenten Samuel Jenny grundlagde en fond til bygning af en museumsbygning, hvor også byen Bregenz deltog. Byen stillede også et stykke jord lige ved Bodensøen til rådighed kvit og frit. Af økonomiske grunde blev det første spadestik for det første "rigtige" museum dog først foretaget i år 1902.

### Den første museumsbygning
Den nye bygning blev bygget på knap fire år efter skitser af arkitekten og maleren Georg Baumeister. Huset ved Bregenzer Kornmarkt var på forkant med udviklingen hvad angik fare for oversvømmelse, brandbeskyttelse, opvarmning og konstruktion. I 1905 blev samlingerne overflyttet og var åben for offentligheden fra den 9. juni. Selv om bygningen var skabt til at samlingen skulle vokse sig større, blev det hurtigt tydeligt, at der var brug for endnu mere plads.
Allerede i 1930'erne klagede museet igen over pladsmangel. Det var imidlertid først i midten af 1950'erne, at man kunne begynde med en omfattende ombygning. Bygningen fik en ekstra etage, og de historiske facadedekorationer blev fjernet. I 1960 åbnede det var det ombyggede museum igen for offentligheden. Ovenpå ombygningernes tid fulgte halvtreds år med få investeringer, og hvor kløften blev stadig større mellem museets krav til bygningen og den virkelighed, museet stod overfor. Gabet mellem et aldrende hus og gæsternes forventninger voksede og voksede.

### Det nye byggeri år 2013
I marts 2007 vedtog delstatsregeringen, at man skulle ombygge muset arkitektoniske udseende baseret på et rumligt-museologisk koncept af Tobias G. Natter kaldet "VLM Neu". Der opstod kort efter åbningen af museet en strid om ophavsret, som sluttede med et forlig ved domstolen. Arkitektkonkurrencen blev vundet af "'Cukrowicz Nachbaur Architekten. Den nye bygning åbnede den 21. juni 2013 og kom til at koste 35,3 mio. Euro.
Den nye museumsbygning består i det offentlige område overvejende af materialerne eg, ler og messing. I husets atrium, som delvist når helt op til loftet, er museumsforvaltningen er den største sammenhængende lervæg i Europa med en højde på 23 meter.

## Samlinger
Samlingen består af omkring 160.000 genstande i forskellige genrer - arkæologiske genstande, både forhistorisk samt nutidig sakral og profan kunst, folkloreobjekter og meget mere. Nogle samlinger - som samlingen af den nyklassicistiske maler Angelika Kauffmann - er af stor værdi, andre objekter er præget af deres historiske betydning for land og folk. I den seneste tid er ikke-materielle samlingsobjekter såsom øjenvidneberetninger og medier i stigende grad blevet vigtige.
Til museet hører også et bibliotek med faglitteratur på omkring 15.000 opslagsværker om, hvad museet samler på.

### Arkæologi
Museets arkæologiske samling er ikke kun museets vigtigste fordi den indeholder flest genstande, men har også en særlig betydning i museets historie fordi museets grundlæggere, samt museumsforeningens formænd Samuel Jenny og Carl von Schwerzenbach var fremragende og lidenskabelige amatørarkæologer, der bidrog væsentligt gennem udgravninger efter den antikke romerske by Brigantium. I mange årtier har de formet museets samling, museets selvforståelse og dens forskningsområde, dets publikationer og dets udstillinger. Det arbejde, som museumsforeningernes formænd startede, blev videreført af den langvarige museumsadministrator, kurator og direktør Adolf Hild (1907 til 1948). Direktørerne Elmar Vonbank (museumsdirektør fra 1954 til 1986) og Helmut Swozilek (museumsdirektør 1986-2006) var også uddannede historikere og arkæologer, og fortsatte traditionen med, at alle arkæologiske fund i Vorarlberg - med nogle få undtagelser - skulle lande i museets samling. Den arkæologiske samling har et godt netværk og aktiviteter sammen med arkæologiske forskningscentre i nabolandene Liechtenstein, Schweiz og Tyskland.

### Kunst
Den kunsthistoriske samling spænder fra middelalderen over gotiske og barokke tidsperioder, og det 19. århundrede frem til i dag. vorarlberg museum har en unik samling af kunstneren Angelika Kauffmanns værker, og en udsøgt gotisk samling. Moderne kunst er repræsenteret ved værker af Rudolf Wacker, Herbert Reyl-Hanisch, Albert Bechtold og Edmund Kalb. Malerier, tegninger, grafiske arbejder, fotografier, skulpturer, installationer og kunsthåndværksgenstande afspejler hver epokes kunst. Siden museet blev grundlagt i 1857 har samlingen fokuseret på regionen Vorarlberg og dets omgivelser. Ud over en løbende opdatering af samlingen gennem køb og donationer arbejder museet på, løbende at behandle og dokumentere den eksisterende bestand.

### Europæisk Etnologi / Folklore
Følgende samlinger findes indenfor europæiske etnologi / folklore: national- og tekstilsamlingen, trykkerierne og modellen, legetøjssamlingen, den tekniske samling med landbrugsmæssige, industrielle og håndværksmæssige udstillinger. Desuden jern, ler, keramik, porcelæn - samt kirkeredskaber og den etnologisk samling. De centrale opgaver ved Institut for Europæisk Etnologi / Folklore på vorarlberg museum omfatter ikke kun pleje og digital optagelse af eksisterende genstande, men også foreskreven indsamling af materielle og immaterielle kulturelle aktiver for at kunne præsentere de forskellige livsformer i Vorarlberg.

### Historie
Den historiske samling omfatter brochurer, autografer, udmærkelser og dokumenter, emblemer, kort, postkort, reproduktioner af alskens slag, fotos, våben og ordensmærker.

### Arkitektur / byggeskultur
Arkitektur / byggekultur hører til et af de centrale samlinger i vorarlberg museum, og som udvides løbende. Udover individuelle objekter og komplette bo efter arkitekter og byggemestre fra Vorarlberg, opbevares også moderne vidnesbyrd og objekter med såkaldt "anonym arkitektur". I samarbejde med andre afdelinger i museet, andre videnskabelige institutioner, samt eksperter, opbygges, præsenteres og formidles historiske og aktuelle emner, afspejlet i den byggekulturelle kontekst.

### Arkiv
Arkivet i vorarlberg museum indeholder dokumenter om samlingerne, om Landesmuseumsverein og om museumsadministrationen. Arkivet er indtil videre ikke offentligt tilgængeligt på grund af mangel på plads og personale, men er tilgængelig for videnskabelig forskning. Visse nøgledokumenter (f.eks. protokoller fra udvalgsmøderne for Museumverein) har været og bliver digitaliseret løbende.

### Bibliotek
Biblioteket for vorarlberg museum har omkring 30.000 bøger og udgør et vigtigt grundlag for medarbejdernes videnskabelige arbejde. Bestanden suppleres løbende med nye publikationer af relevans inden for arkæologi, historie, kunsthistorie og folklore.
Derudover arkiveres talrige fagligt relevante tidsskrifter. Siden januar 2013 har samlingerne været del af en faglig biblioteksdatabase med teknisk og teknisk support fra Vorarlbergs delstatsbibliotek.

## Særlige udstillinger

### Særlige udstillinger 2019
- Getting Things Done. Evolution of the Built Environment in Vorarlberg 16. marts 2019 til 5. maj 2019.
- Stadt – Land – Fluss. Römer am Bodensee 13. april 2019 til 25. august 2019. (udstilling om det antikke Roms tilstedeværelse ved Bodensøen)
- Angelika Kauffmann. Unbekannte Schätze aus Vorarlberger Privatsammlungen 15. juni 2019 til 6. oktober 2019. (private udstiller deres malerier af den nyklassicistiske malerinde)
- Reinhold "Nolde" Luger. Grafische Provokation 23. november 2019 til februar 2020. (eksempler på grafikerens provokerende visuelle stil)

### Udstillinger i Atrium 2019
- Grid Marrisonie: Marienheim. Fotografier | Installationer  30. marts 2019 til 16. juni 2019.
- Christoph Lissy: Meine acht Väter 6. juli til 1. september 2019.
- Mythos Idylle Maiensäss. Künstlerresidenzen auf Montafoner Maisäßen 21. september til 17. november 2019.
- Alfred Seiland: Imperium Romanum 7. december 2019 til februar 2020.

### Udstillinger i Atrium 2018
- „Die Glocken herunter in eiserner Zeit“ Glockenabnahmen im Ersten Weltkrieg. 7. december 2018 til 17. marts 2019.
- Otto Ender 1875-1960. Landeshauptmann, Bundeskanzler und Putschist? 6. oktober 2018 til 18. november 2018.

### Særlige udstillinger 2018
- „Wacker im Krieg. Erfahrungen eines Künstlers“ Rudolf Wacker. 9. juni 2018 til 17. februar 2019.
- „3-D um 1930. Der Fotograf Norbert Bertolini“  17. februar 2018 til 15. april 2018.
- „Richard Bösch. Maler“ 25. november 2017 til 25. februar 2018.
- „Pantaleon, Giraffe & Co“ 11. december 2017 til 21. januar 2018.

### Udstillinger i atrium 2017
- Herbert Albrecht. Stein und Bronze. 20. juli 2017 til 3. september 2017.

### Særlige udstillinger 2016
- Der Fall Riccabona. 3. december 2016 til 17. april 2017.
- Bergauf Bergab. 10.000 Jahre Bergbau in den Ostalpen. 11. juni til 26. oktober 2016 (i samarbejde med Deutsches Bergbau-Museum Bochum).
- Zeitzeichen. Der Zeichner Egon Goldner. 30. januar til 1. maj 2016.

### Udstillinger i Atrium 2016
- Spurensuche. Vorarlberger Kriegsgefangene in Russisch-Turkestan. 17. september til 20. november 2016.
- Bregenzer Festspiele 1946 | 2016. 14. juli til 11. september 2016.
- Leuchtende Bilder. Glasfenster der Kirchen Vorarlbergs. 21. til 26. juni 2016.
- Da war doch was! Demenz ganz nah. 2. april til 16. maj 2016.
- Bescheidene Helden. 27. februar til 28. marts 2016.
- Die Schwabenkinder. 16. januar til 21. februar 2016.[7]

### Særlige udstillinger 2015
- Ich bin ich. Mira Lobe und Susi Weigel. 28. november til 1. maj 2016.
- Das ist Österreich! 20. juni til 11. oktober 2015.
- Nikolaus Walter. Begegnungen. 17. januar til 3. maj 2015.
- Römer, Alamannen, Christen – Das Frühmittelalter am Bodensee. 5. december 2014 til 19. april 2015.

### Udstillinger i Atrium 2015
- Krippenschauen. Ein kreativer Querschnitt aus dem Schaffen Vorarlberger Krippenvereine. 2. december 2015 til 10. januar 2016.
- Sterbstund. 29. oktober til 22. november 2015.
- Kulturhauptstadt 2024 – Wanderausstellung der Planungsuniversitäten Österreichs. 16. oktober til 30. oktober 2015.[8]
- Leuchtende Ideen. 10 Jahre AdWin. 28. maj til 14. juni 2015.
- Frauen, Kulturen & Kunst. 9. til 25. maj 2015.

### Særlige udstillinger 2014
- Ich, Felder. Dichter und Rebell. 28. juni til 16. november 2014.
- Jenseits der Ansichtskarte. Die Alpen in der Fotografie. 8. februar til 25. maj 2014.

### Udstillinger i Atrium 2014
- Rudolf Sagmeister: Wilde Blumen Alte Meister. Kunst und Natur. 10. december 2014 til 11. januar 2015.
- Architektur ist Leben – der Aga Khan Award for Architecture 2013. 28. november til 8. december.
- Der Holocaust in Europa. 22. oktober til 23. november 2014.
- Mariella Scherling Elia: Ein Olivenbaum und Ich. 16. juli til oktober 2014.
- best architects 14. 8. til 29. juni 2014.
- Die Skulptur „Colonne Pascale“. 25. januar til 27. april 2014.

### Særlige udstillinger 2013
- Lustenau Lagos African Lace. 21. juni 2013 til 6. januar 2014.
- Tone Fink „begreifbare impulse“. 12. november 2013 til 21. januar, 2014.

## Publikationer
- vorarlberg museum Schriften 41 / Martina Pfeifer Steiner, Rastlos: Architekt Werner Pfeifer 1919–1972, park books, Zürich 2018.
- vorarlberg museum Schriften 40 / Michael Kasper, Robert Rollinger, Andreas Rudigier, Sterben in den Bergen. Realität – Inszenierung – Verarbeitung, Böhlau Verlag 2018.
- vorarlberg museum Schriften 39 / Peter Melichar, Otto Ender 1875 - 1960. Landeshauptmann, Bundeskanzler, Minister. Untersuchungen zum Innenleben eines Politikers, Wien, Köln, Weimar 2018.
- vorarlberg museum Schriften 22 / Peter Melichar und Nikolaus Hagen (red.), Der Fall Riccabona. Eine Familiengeschichte zwischen Akzeptanz und Bedrohung im 20. Jahrhundert 1875 - 1960, Wien, Köln, Weimar 2017.
- vorarlberg museum Schriften 17 / Schriftenreihe Künstler im Gespräch, Band 5 / Egon Goldner. Zeitzeichen. Red. Andreas Rudigier. Bucher Verlag, Hohenems/Wien/Vaduz 2016.
- vorarlberg museum Schriften 15 / Archäologie in Vorarlberg. Red. Gerhard Grabher og Andreas Rudigier. Kunstverlag Josef Fink, 2015.
- vorarlberg museum Schriften 14 / Museum und Gegenwart. Verhandlungsorte und Aktionsfelder für soziale Verantwortung und gesellschaftlichen Wandel. Red. Robert Gander, Andreas Rudigier og Bruno Winkler. transkript Verlag, Bielefeld 2015.
- vorarlberg museum Schriften 13 / Das ist Österreich! Bildstrategien und Raumkonzepte 1914-1938. Red. Christoph Bertsch. Gebr. Mann Verlag, Berlin 2015.
- vorarlberg museum Schriften 12 / Georg Ligges. Red. Bettina Schlorhaufer, Ute Pfanner, vorarlberg museum. Bucher Verlag, Hohenems/Wien/Vaduz 2015.
- vorarlberg museum Schriften 11 / Schriftenreihe Künstlerin im Gespräch, Band 3 / Mariella Scherling Elia, Autoritratto. Red. Andreas Rudigier. Bucher Verlag, Hohenems/Wien/Vaduz 2015.
- vorarlberg museum Schriften 10 / Schriftenreihe Künstler im Gespräch, Band 2 / Tone Fink, begreifbare impulse. Red. Andreas Rudigier. Bucher Verlag, Hohenems/Wien/Vaduz 2015.
- vorarlberg museum Schriften 9 / Schriftenreihe Künstler im Gespräch, Band 1 / Marbod Fritsch, Die Stunde da wir nichts voneinander wußten. Red. Andreas Rudigier. Bucher Verlag, Hohenems/Wien/Vaduz 2015.
- vorarlberg museum Schriften 8 / Nikolaus Walter, Begegnungen. Red Petra Zudrell, vorarlberg museum og Vorarlberger Landesbibliothek. Kehrer Verlag, Heidelberg, januar 2015
- vorarlberg museum Schriften 7 / Ich, Felder. Dichter und Rebell. Red. Ulrike Längle, Jürgen Thaler og Vorarlberg Museum, Lengwil 2014
- vorarlberg museum Schriften 6 / Adelheid Gnaiger. Die erste Architektin Vorarlbergs. Red. Ingrid Holzschuh. Park Books, Zürich 2014.
- vorarlberg museum Schriften 5 / Suchen und Finden für Archäologinnen und Archäologen von 3 bis 99. Das Spiel zu Römer oder so. Eine Ausstellung zum Gräberfeld in Brigantium im vorarlberg museum. Piatnik, Wien 2014.
- vorarlberg museum Schriften 4 / Jenseits der Ansichtskarte. Die Alpen in der Fotografie. Red. galleriet Stihl Waiblingen / by Waiblingen og vorarlberg museum. Hirmer Verlag, Waiblingen/Bregenz/München 2013.
- vorarlberg museum Schriften 3 / Bernhard Seiter, Ein Land wie eine Hand. Eine Reise nach Vorarlberg. Bucher Verlag, Hohenems/Wien/Vaduz 2013.
- vorarlberg museum Schriften 2 / Buchstäblich Vorarlberg. Red. Andreas Rudigier og Gerhard Grabher. Bucher Verlag, Hohenems/Wien/Vaduz 2013.
- vorarlberg museum Schriften 1 / Erosion und Denkmalschutz am Bodensee und Zürichsee. Red. Hansjörg Brem, Beat Eberschweiler, Gerhard Grabher, Helmut Schlichtherle og Heinz Gerd Schröder.
- Schriften des Vorarlberger Landesmuseums / Reihe A, Landschaftsgeschichte und Archäologie.
- Schriften des Vorarlberger Landesmuseums / Reihe B Kunstgeschichte und Denkmalpflege.
- Schriften des Vorarlberger Landesmuseums / Reihe C, Volkskunde.

## Udmærkelser
- 2016 Österreichischer Museumspreis[9]
- Red Dot Design Award für Kurt Dornigs "KünstlerInnen im Gespräch", 2016
- Special Commendation beim Wettbewerb „European Museum of the Year 2015“[10]
- Staatspreis Design, Shortlist für das Ausstellungsdesign „Ich, Felder“, 2015
- ÖKOPROFIT® certificering (siden 2015)
- Österreichisches Museumsgütesiegel (2014-2019)
- German Design Award 2015, Winner Signaletik. Sägenvier Designkommunikation
- 7. Vorarlberger Hypo-Bauherrenpreis 2015. cukrowicz nachbaur architekten
- Die schönsten Bücher Österreichs 2014, udmærkelse for "Ich, Felder"
- Staatspreis Architektur Tourismus und Freizeit 2014, Auszeichnung cukrowicz nachbaur architekten
- Piranesi Award 2014, nominering. cukrowicz nachbaur arkitekter
- Mies Van Der Rohe Award 2014, nominering. cukrowicz nachbaur arkitekter
- International Architecture Award 2014. cukrowicz nachbaur architekter
- Bedste Architects Award 2014, Gold. cukrowicz nachbaur arkitekter
- IIID Award 2014, Gold Signaletik. Sägenvier Designkommunikation
- Iconic Award 2014, Winner Signaletik. Sägenvier Designkommunikation
- ISTD International Typographic Awards 2014, Premier Award Signaletik. Sägenvier Designkommunikation
- Joseph Binder Award 2014, Bronze for plakaten „Jenseits der Alpen“. Sägenvier Designkommunikation

## Weblinks
- Wikimedia Commons har flere filer relateret til Vorarlberg museum
- Museets officielle hjemmeside
- Vorarlberger Landesmuseumsverein
- Litteratur af og om Vorarlberg museum i det tyske nationalbiblioteks katalog

## Enkelthenvisninger
1. ↑  Landesmuseumsverein und Landesmuseum feiern Geburtstag (hentet 1. december 2009)
2. ↑  m.b.H., STANDARD Verlagsgesellschaft. "Vorarlberger Landesmuseum: Andreas Rudigier wird neuer Direktor".
3. ↑  "Der Vorarlberger Landesmuseumsverein und das Vorarlberger Landesmuseum". Hentet 11. februar 2022.
4. ↑  Peter Melichar, Von der Kunst, ein Museum zu gründen. Oder: Wer war Siegfried Fussenegger? In: museum magazin. Udgivet af Vorarlberger Landesmuseumsverein, Jg. 4 (2014), nr. 8, 6-7.
5. ↑  Vorarlberg Online: Urheberrechtsstreit um Ausstellung im “vorarlberg museum”
6. ↑  „vorarlberg museum“: Eröffnung am 21. Juni, auf vorarlberg.orf.at, hentet 14. april 2015
7. ↑  "Wanderausstellung "Die Schwabenkinder"".
8. ↑  Team Website @ Kulturhauptstadt 2024. "100 Studierende – 100 Köpfe – unzählige Ideen – Kulturhauptstadt 2024".
9. ↑  Salzburger Nachrichten vom 21. juli 2016: "vorarlberg museum" erhält Österreichischen Museumspreis, hentet 21. juli 2016
10. ↑  Internationale Ehrung für vorarlberg museum. Artikel på vorarlberg.ORF.at fra 17. maj 2015.

47°30′16″N 9°44′48″Ø / 47.5044°N 9.7467°Ø